# Самуилово царство
Самуилово царство (понекад Македонско, Македонско-словенско, Западнобугарско или Бугарско царство) је историографски назив за средњовековну јужнословенску државу, која је проистекла из устанка Комитопула (синова кнеза Николе) против византијске власти, који је избио 976. године. Свој врхунац достигла је за време владавине цара Самуила. После пораза на Беласици и Самуилове смрти (1014), његов синовац Јован Владислав је убиствима уже Самуилове породице преузео власт. Византија је након тога успела да победи устанике и да након смрти Владислава приликом одбране Драча (1018) победнички уђе у Охрид и сруши Самуилово царство.
Државне традиције Самуиловог царства су накратко обнављане у два наврата, за време каснијих словенских устанака против византијске власти:
- 1040. — под Петром Дељаном
- 1072. — под Ђорђем Војтехом (односно Константином Бодином)

Спорови око тога да ли је Самуилова држава била не само јужнословенска у општем смислу, већ и македонска, односно бугарска или западнобугарска (у ужем смислу), воде се почевши од 19. века, првенствено у регионалним историографијама, а исти спорови су често имали и политичке конотације, како у новијој прошлости тако и у садашњости.

## Устанак Комитопула
Византинци су након освајања бугарског царства, 971. године, завели окрутну управу у Македонији због чега је 976. године букнуо устанак против Византије. На челу устанка нашла су се четири сина војводе-комите Николе — комитопули: Давид, Арон, Мојсије и Самуило. Током побуне у борби су погинули Давид (убили су га македонски Власи на планинама између Преспе и Костура) и Мојсије (приликом напада на Сер), док су Арон и Самуило успели да протерају Византинце из Македоније. Међу браћом је дошло до неслагања око наставка деловања јер је Арон био за постизање споразума са царем Василијем II, док је Самуило био за независност државе, које се окончало Ароновом смрћу по Самуиловој наредби. Подизање побуне чији је циљ било стварање словенског царства позивајући се на традиције Првог бугарског царства привукла је 979. године устанку некадашње бугарске принчеве Бориса и Романа који су живели у Цариграду. Током пута Борис је убијен, јер су га Бугари због грчке одеће заменили за Византинца, међутим Роман је стигао до Видина, али није наишао на одушевљење народа. Самуило му није предао власт иако је он на њу полагао право, тако да се Роман највероватније морао задовољити положајем намесника у Скопљу.

## Самуилова освајања
Самуило је кренуо да проширује своје земље користећи се унутрашњим сукобима у Византији и њеном заузетошћу на другим странама, првенствено побунама у Малој Азији (побуна Варде Склира). Већ 979. године продире у Тесалију и неуспешно опседа Ларису, међутим град већ 983. године успева да заузме, преселивши тамошње Словене у Македонију. Ширење словенског устанка приморало је младог цара Василија II да 986. године крене на Софију, која је тада била најисточнији Самуилов посед. Међутим, Византинци нису отпочели опсаду града већ су задовољили блокадом коју су после три недеље морали да подигну због недостатка хране и повуку се ка Цариграду. Током повлачења словенска војска их је, предвођена самим Самуилом, сачекала у кланцима Тројанових врата (битка код Тројанових врата) и разбивши 17.08. 986. године у потпуности византијску војску. Последица овог пораза било је избијање грађанског рата у Византији који је паралисао сваки покушај да се устанак угуши. Василије је након три године сукоба уз помоћ Руса успео да поврати контролу над Царством, али је за то време Самуило је направио поход на запад заузевши скоро све српске земље (Дукљу, Травунију, Босну, Рашку), да би 989. године заузео Бер и Српчиште (Србицу). Приликом заузимања Дукље заробљава Јована Владимира, али га врло брзо враћа на дукљански престо као мужа своје ћерке Косаре и свог зета. Већ наредне године Самуило осваја Епир и Драчку тему, припојивши својој држави и сам Драч, који му је највероватније предао његов таст и управник града Јован Хрисилије.
Његовој држави припојени су: Епир, Тесалија, Дукља, Рашка, Босна, Травунија, Срем, данашња Албанија и Подунавска Бугарска. Самуило се након тога прогласио за цара, позивајући се на титулу Симеона Великог.

## Црквено уређење
Упоредо са изградњом државе, Самуило је приступио и преуређењу црквених односа на ослобођеним подручјима. Поред бројних епархија које су раније припадале старој Бугарској патријаршији из времена царева Симеона и Петра, нова Самуилова држава је постепеним ширењем обухватила и неке епархије које су припадале суседним византијским митрополијама, као што су Драчка или Солунска. Након разних промена и премештања црквеног средишта (из Доростола и Сердике у Воден и Моглен), Самуило је крајем 10. века ради стварања обједињене црквене власти уредио ново црквено средиште у Преспи, где је на острву Светог Ахилија подигао велики саборни (катедрални) храм, као средиште преспанског архиепископа. Делимично сачувани натпис из поменутог храма сваедочи да је Преспанска архиепископија око 1000. године обухватала осамнаест епархија, од којих се у поменутом натпису данас распознају називи само девет: Видин, Главиница, Бер, Битољ, Велбужд, Селасфор (Девол), Скопље, Сердика и Едеса (Воден). Током времена, упоредо са порастом значаја Охрида као центра политичке власти, у тај град је током познијих година Самуилове владавине пренето и седиште архиепископије, која се такође сматрала и патријаршијом.

## Почетак пропасти
Самуило 996. године креће у нови поход потукавши Византинце под Солуном, после чега се још више оснажује и 997. године продире до Коринта и Пелопонеза. Међутим на повратку код Сперхија Византинци предвођени Нићифором Ураном у ноћном нападу наносе страховит пораз Словенима. У борбама је сам Самуило тешко рањен и једва је успео да се спасе са сином, док је у борби заробљено око 12 000 његових војника. Исте године Уран покреће прву успешну офанзиву на Самуилову државу и готово несметано пљачка и плени скоро три месеца.
Самуило 1001. године покреће офанзиву ка Хадријанопољу и Цариграду, али у тај сукоб окончава 1004. године његовим поразом, мада су његове трупе преко Филипоља стигле до Хадријанопоља. Последица тога је византијско заузимање скоро половине његове земље. Док је Самуило надирао ка Хадријанопољу, Василије је 1002. године заузео север данашње Грчке. Самуилов зет Добромир предаје Бер без борбе добивши заузврат титулу антипата. Војсковођа Димитрије Тихонас предаје Колиндрон, под условом да он и његове трупе добију слободан пролаз ка средишту Самуиловог царства. Следеће на удару било је Српчиште које јуначки бранио војвода Николица, али је град на крају ипак пао у Василијеве руке, а Николица у заробљеништво. Василије је тако овладао целом Тесалијом, а на повратку у Солун заузима Воден повративши тако контролу над целокупном Егејском Македонијом. Василије се потом окреће северу државе и, док Самуило на Велику Госпојину 1003. године упада и пљачка Хадријанопољ, заузима Видин и креће на Скопље. Самуило (који се после упада у Хадријанопољ брзо повукао ка Македонији) је покушао да на Вардару заустави Василијев продор, међутим византијски цар односи још једну велику победу. Након тога Василије улази у Скопље које му је предао намесник града и бугарски принц Роман. Цар је на повратку покушао да освоји и Перник на Струми, али му то не полази за руком, а Самуило 1004. године покреће своју последњу офанзиву и бива под Солуном поражен. Велики Василијеви успеси уверили су многе да је он сигурни победник, тако да су му 1005. године Драч предали Самуилов зет Ашот и таст Јован Хрисилије, исти онај који 15 година раније град предао Самуилу када је деловало да ће он бити победник у рату.
Последњи неуспеси у борбама довели су до промене у Самуиловој тактици. Уместо дотадашњих офанзива, он је почео да утврђују је средиште своје државе Пелагонијску равницу и прилазе њој, спремајући се за одсудну одбрану. У клисури Струмице коју творе Беласица и Огражден он је подигао јаку утврду онемогућивши на тај начин прилаз Пелагонији у шта се почетком 1014. године уверио и сам Василије II који је туда покушао да се пробије. Искусни Василије је тада наредио Нићифору Скифијасу, стратегу македонске теме, да покуша да преко Беласице заобиђе Самуилове положаје, што је овај и учинио. Тако су се Самуилове трупе нашле између чекића и наковња и 29.07. 1014. године византијска војска, под командом цара Василија II до ногу их је потукла у бици на Беласици. Самуило је успео да се спасе и склони у Прилеп, док је Василије неуспешно покушао да заузме Струмицу која је одолела његовој опсади. Заробљени на Беласици, њих око 15 000 (број је претјеран), је по царевој наредби ослепљено, док је сваком стотом или хиљадитом остављено по једно око да би могао да води остале. Због ове суровости цар Василије II је добио надимак Бугароубица. Када је Самуило видео своју оковану и ослепљену војску умро је на месту од срчане капи 6. октобра 1014. године.

## Пропаст државе
Самуила наслеђује његов син Гаврило Радомир, али је држава коју је преузео већ стајала на стакленим ногама. У наставку офанзиве Василије је овладао Штипом и Прилепом, Мелник му се сам предао, док је Битољ (у коме се налазио Радомиров дворац) спалио, након чега се враћа да презими у Солуну. У априлу наредне године Василије поново осваја Воден, који се у међувремену одметнуо од његове власти. Након тога Радомир шаље посланика цару преко кога нуди закључење мира и своју лојалност, али Василије одбија његову понуду и покреће нову офанзиву ударивши на могленски крај. Жесток отпор који је у Моглену Константину Диогену и Нићифору Сфијакису пружио војвода Ивац приморао је самог Василија да дође под град и тек је тада након страховитих борби град заузет, а мало затим заузета је и Нотија. О жестини борби најбоље говоре чињенице да је тврђава након тога спаљена и разрушена, а месно становништво пресељено чак на други крај царства у Јерменију, у околину Васпуракана.
После ових пораза на долази до промене власти у некадашњој Самуиловој држави, вероватно током септембра 1015. године. Самуилов синовац Јован Владислав (син Арона који је по Самуиловој наредби убијен) у лову недалеко од језера Петриска убија свог брата и цара Гаврила Радомира и преузима власт. Да би обезбедио своју власт Владислав убија и његову жену, а њиховог сина ослепљује. Има индиција да је ово учињено уз подршку Византије, јер је Василије са новим владаром закључио мир, међутим непријатељства су ускоро поново обновљена.
Василије овог пута продире до самог Охрида, али га напади војводе Ивца на његову позадину приморавају да се врати. Ивац се пред царем повукао у планине, након чега се он бацио на заузимање преосталих западних делова Самуиловог царства, заузевши тврђаве Термицу (недалеко од Бањског крај Струмице) и Бојану (поред данашње Софије).
Јован Владислав (творац чувеног Битољског натписа) је у циљу осигуравања своје власти, на превару довукао у Преспу српског кнеза и Самуиловог зета Јована Владимира, где је, према његовој хагиографији, убијен на црквеном прагу по његовој наредби 22.05. 1016. године. Крајем лета Василије је поново покушао да освоји Перник, али се после тромесечне (88 дана) опсаде повукао необављена посла, јер је храбра одбрана предвођена војводом Кракром пружила јуначку одбрану. Током пролећа 1017. године Василије заузима Вишеград, Бер, Острово и Молиск, а потом и Сетину. У борбама око Сетине, показало се колико су се тамошњи Словени плашили Василија, јер су на саму његову појаву побегли из скоро добијене битке против Византинаца предвођених Константином Диогеном.
Почетком 1018. године Јован Владислав се одлучује да крене у офанзиву и са својим трупама напада Драч, али је током борби око града погинуо. Василије је ово одмах искористио и у марту исте године креће на остатке некада моћне државе. Пред цара је у Серу изашао већи број великаша и војвода и предао му своје области изразивши покорност. Цар им је заузврат дозволио да задрже своје области, а некима је доделио и титуле патриција. Међу тим великашима били су и:
- Војвода Кракра, који му је предао неосвојиви Перник и добио титулу патриција
- Војвода Драгомуж, који му је предао Струмицу и добио титулу патриција
- Војвода Богдан, који му је предао унутрашње градове

Василије после тога победнички улази у Охрид и од Владиславове удовице преузима власт од чиме је Самуилово царство и званично престало да постоји.
Иако је Василије II ушао у Охрид, иако му се већи део великаша и војвода предао део њих ипак није положио оружје и покушао је да настави борбу. (Види: Борбе Самуилових војвода након 1018. године).

### Цар Пресијам II
Владиславова удовица Марије је изјавила Василију покорност, а са њом је пред Василија изашао део њене деце и Радомирових потомака. Међутим три њена најстарија сина, која су већ стасала за борбу нису била у Струмици. Пресијам, Алусијан и Арон су се повукли на планину Томор са нешто људи. Тамо је Пресијам као најстарији проглашен за цара Пресијама II и отпочели су са припремама за наставак оружане борбе.
Међутим ускоро се показало да су изгледи за било какав озбиљан успех никакве, а вероватно им је и од мајке стигла порука да им Василије ништа не замера и да их не чека утамничење. Тако су принчеви, када је Василије поново дошао у Македонију и из Девола позвао одметнуте војсковође да се предају, обећавши општу амнестију и задржавање старих поседа, одлучили да прекину припреме за отпор и предају се Василију на милост. Цар их је у Деволу лепо примио, доделивши Пресијаму титулу магистра (лат. magistros), после чега су се са осталим члановима њихове уже и шире породице преселили у Цариград. Тамо су живели као и остало византијско племство, а Алусијан је чак догурао до положаја стратега у теми Јерменији са седиштем у Теодосијопољу.

### Отпор војводе Ивца
Један од оних који нису положили оружје био је и један од најбољих, уз војводу Кракру, Самуилових војсковођа војвода Ивац. Он је у граду Проништу, на планини Врхоту, почео да окупља противнике капитулације и да организује јединице за отпор византијској окупацији. Василије, који је, због наставка пружања појединачног отпора, морао да лично дође у Македонију позвао је и Ивца, као и принчеве, да се преда. Свестан Василијеве снаге, Ивац се упустио у преговоре са царем не би ли добио на времену, попут Вукана век и по касније. Преговори о предаји су трајали скоро два месеца, када је Јевстахије Дафномил, нови управник Охрида смислио како да на превару зароби Ивца и оконча преговоре који су и самим Византинцима, очигледно изгледали као Ивчев покушај да добије на времену.
Дафномил је одлучио да са две слуге оде Ивцу на крсну славу Велику Госпојину. Ивац се веома изненадио када је на својим вратима затекао византијског управника Охрида, али га је примио и угостио, како то древни славски обичају налажу (На крсну славу је добродошао свак.). После завршетка црквене службе, замоли Дафномил да са Ивцем поразговара нешто у четири ока. Када су остали насамо Византинац се баци на њега и у борби га, као физички снажнији, савлада. Потом га је, уз помоћ својих слугу, свезао и ослепео, након чега га је право са славе одвео пред Василија. Ивац је потом утамничен, док је Дафномил за услугу коју је учинио Царству, награђен управом над Драчем.

### Остали покушаји отпора у Македонији
Војвода Гавра је покушао да настави борбу уз помоћ Елемага Франциса, који је био Василијев заповедник Бера. Међутим на царском двору се дознало за те преговоре, после чега је Гавра заробљен и ослепљен, док је Францис успео да се оправда пред царем и задржи свој положај.
После пада Србице, војвода Николица је ослобођен као син византијског великаша. Међутим, он је по свом ослобођењу наставио борбу против Византије током које је неколико пута покушао да ослободи Србицу, али без успеха. Након слома Македонског царства почетком 1018. године, он је наставио са борбом, али се на крају предао Византинцима када је схватио да отпор узалудан. Он је након тога окован и спроведен у Солун где је заточен.
Тако је крајем 1018. године Василије II сломио све врсте отпора у Македонији.

### Пад Срема
У данашњем Срему, као последњи слободни Самуилов војвода владао је Сермон. Тадашњи управник Београда и Сермонов сусед Константин Диоген (отац каснијег цара Романа Диогена) позвао га је да се сусретну на сред реке Саве ради једног личног договора, а пратњу је требало да им сачињавају три слуге. Током састанка Сермон је убијен, након чега је Диоген са војском кренуо на Сирмијум (данашњу Сремску Митровицу). Када је Диоген са војском стигао до града Сермонова удовица је, попут Владиславове удовица која је предала Македонско царство, без борбе предала Сермонову земљу Византинцима, чиме је 1019. године коначно угушен устанак комитопула.

## Македонско или наставак Првог бугарског царства
- У историјама на Балкану постоји сукоб око Самуилове етничке припадности, односно око тога да ли је његово царство треба називати Македонским или га сматрати наставком Првог бугарског царства.
- Бугарски научници своју тезу темеље на чињеницама да се Самуило прогласио за цара и настављача традиција Симеона Великог, као и на чињеници да је Василије II добио надимак Бугароубица. Осим тога у корист ове тезе је и чињеница да је сам Самуилов нећак, цар Јован Владислав у Битољском натпису изјавио да је самодржац Бугарски, цар Бугара, бугарског рода. Ову тезу, такође подржава и део светских и српских историчара (Срђан Пириватрић и други).
- Са друге стране треба имати у виду да се за неку титулу у средњем веку морали позивати на старе традиције или на нека освајања, што је у овом случају била Симеонова (чији је потчињени Самуилов отац био) царски венац. Касније је за цара, настављача Самуилових традиција, проглашен Константин Бодин приликом побуне 1072. године која избија под вођством Ђорђа Војтеха.
- Примера ради цар Душан се прогласио за цара (настављача византијских традиција) када је заузео трећи град по снази у Византији Сер, а Солун (који је био други по снази после Цариграда) држао под опсадом, притом држећи Епир, Тесалију и јужну Тракију.
- Василије II назван је Бугароубица јер се Самуило прогласио за бугарског цара, док је термин Македонац тек много касније почиње користити за тај део Јужних Словена. Треба имати у виду да Грци и дан данас не користе тај термин.
- Стара српска историографија, опет, редовно наводи Самуилово царство као Царство Македонских Словена, и проучава је заједно са другим српским земљама средњега века: Рашком, Дукљом, Травунијом, Захумљем, Паганијом, Босном, Дубровником и Српском деспотовином у данашњој Војводини, што би требало да имплицира суштински српски карактер Македонаца. (Владимир Ћоровић, „Историја Срба“).
- Према Срђан Пириватрић: "... несумњив је бугарски карактер државе. Очигледан је у владарској институцији, преузетој од царства срушеног 971. године, исто тако и у црквеној, која е у поновном успостављању бугарског царства одиграла неопходну улогу. Поменуте се и две протобугарске институције, кавхан и ичиргу боила, које показују бугарску традицију и на нижим инстанцама од врховних, црквених и владарских. Најзад, и Битољски натпис показује да је Јован Владислав себе сматрао за Бугарина, а своје поданике за Бугаре."[8]

## Списак царева
- Самуило (997—1014)
- Гаврило Радомир (1014—1015)
- Јован Владислав (1015—1018)
- Петар Дељан (1040—1041)
- Константин Бодин као Петар III (1072)